# Castelo Longtown

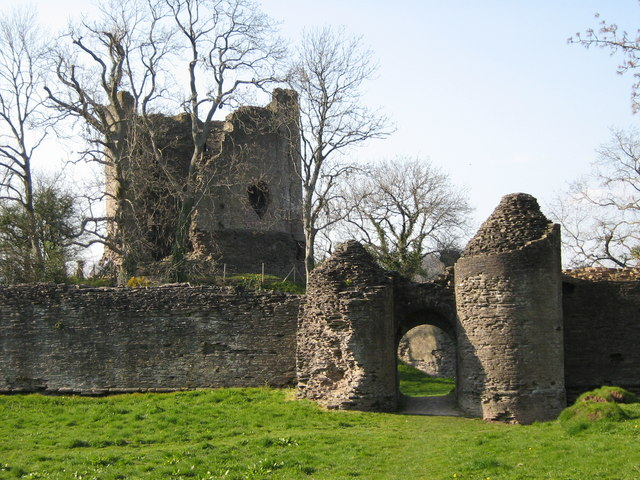
Castelo Longtown

O Castelo Longtown, é uma fortificação normanda em ruínas em Longtown, Herefordshire.

## História
A primeira fortificação em Longtown foi um forte romano, próximo de uma estrada romana que corria ao longo das fronteiras. O forte era quadrado, e protegido por uma vala e uma paliçada de madeira. As defesas romanas foram reforçadas, provavelmente em 1055, após um ataque galês em Hereford. Após a invasão normanda da Inglaterra e do País de Gales no final do século XI, um pequeno castelo começou a ser construído em Pont Hendre, perto do local do atual castelo, por Walter de Lacy, a fim de proteger a travessia do rio lá. Após galeses, Walter abandonou Pont Hedre e, em vez disso, começou a construir um castelo em Longtown, no local do antigo forte romano.
O castelo primitivo era ocasionalmente também chamado Ewias Lacey, em homenagem à senhoria mais ampla; "Ewias" era um termo que significa "distrito de ovelhas".
O Castelo de Longtown foi projetado como um castelo de mota, em terreno alto ao lado do rio Monnow.